# Johann Friedrich Fasch

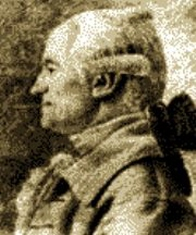
Johann Friedrich Fasch.

Johann Friedrich Fasch (Buttelstadt, 15 de abril de 1688 - Zerbst, 5 de diciembre de 1758) fue un compositor alemán.
Nació en el pueblo de Buttelstädt, a 11 km del norte de Weimar, siendo el hijo mayor de Friedrich Georg Fasch, un maestro de escuela y de su esposa, Sophie Wegerig. Después de la muerte de su padre en 1700, Fasch vivió con su tío materno, el clérigo Gottfried Wegering de Göthewitz. Se presume que él fue quien lo puso en contacto con el compositor de ópera Reinhard Keiser.
Fasch perteneció al coro infantil de Weissenfels y tuvo como maestro de música a Johann Kuhnau en la Thomasschule de Leipzig. Viajó por Alemania, obteniendo el puesto de violinista en la orquesta de Bayreuth en 1714. En 1722 fue nombrado maestro de capilla en Zerbst, cargo en el que permaneció hasta su muerte.
Entre sus obras principales se incluyen cantatas, conciertos para diferentes instrumentos, como por ejemplo su concierto para trompeta, dos oboes y bajo continuo en Re mayor, sinfonías y música de cámara. Ninguna de sus obras se publicó durante su vida. Mucha de su obra vocal, incluyendo cuatro óperas, se ha perdido. Sin embargo, gozó de gran consideración por sus contemporáneos, Johann Sebastian Bach, por ejemplo, poseía partituras suyas manuscritas. Hoy en día se le considera como un importante músico que enlazó el periodo barroco con el clásico.
Su hijo Carl Friedrich Christian Fasch fue también músico.